# Носовой цикл

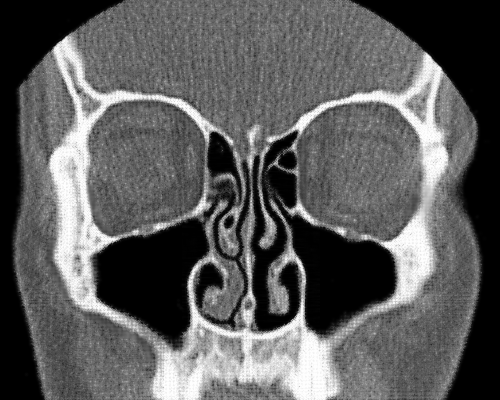
Компьютерная томография, показывающая признаки носового цикла. Более открытые дыхательные пути находятся справа от изображения; набухшие носовые раковины закупоривают левую часть

Носовой (назальный) цикл (НЦ) — физиологический феномен, заключающийся в циклическом изменении степени набухания пещеристых тел слизистой оболочки обеих половин полости носа. Наблюдается у людей и некоторых других животных.

## Описание
Носовой цикл — периодические изменения сопротивления слизистой оболочки правой и левой половин носа в ответ на проходящую через них воздушную струю.
Носовой цикл упоминается в древнеиндийской йогической литературе о пранаяме. В современной западной литературе был впервые описан немецким врачом Рихардом Кайзером в 1895 году. Согласно Кайзеру, носовой цикл состоит из двух фаз: рабочей (вазоконстрикции) и фазы отдыха (вазодилатации). Таким образом, правая и левая ноздри пропускают воздух неравномерно, одна из них лучше, а другая — хуже. Считается, что носовой цикл способствует восстановлению «отдыхающей» слизистой оболочки после микротравм, обеспечивает лучшую элиминации микроорганизмов, аллергических агентов и других мельчайших частиц. Продолжительность одного цикла у взрослого человека в среднем составляет от 2,5 до 3,3 часов, варьируясь от 50 минут до 7,3 часов, у детей — в среднем от 42 минут до 1,9 часов, варьируясь от 15 минут до 3,5 часов. Реснички на рабочей стороне приостанавливают свою подвижность до тех пор, пока эта сторона не снимет набухание. Происходит увлажнение поступающего воздуха в одной из оболочек перед поступлением в лёгкие, что является одной из важнейших функций носа. Работа цикла может нарушиться под влиянием токсических веществ, в том числе табачного дыма, интраназальных инсталляциях некоторых лекарственных средств, или патологических процессов в полости носа и околоносовых пазухах. Цикл нарушается либо исчезает полностью, что мешает нормальному функционированию слизистой, а также может привести к нарушению работы других органов.
При болезни, когда к носу приливает больше крови, увеличивается отёк в слизистой, прибавляясь к уже набухшему в ходе носового цикла. Поэтому при полной заложенности носа чувствуется, что одна из ноздрей заложена сильнее.

## У других животных
Носовой цикл характерен не только для человека, но и для других животных. Подобная цикличность установлена при изучении носового дыхания у кошки, кролика, крысы, свиньи и собаки.